# Auguste Hüssener
Auguste Hüssener (née en 1789 à Stettin, morte le 13 février 1877 à Berlin) est une graveuse et peintre de miniatures prussienne.

## Biographie
Auguste Hüssener est une élève du graveur Ludwig Buchhorn, professeur à l'Académie des arts de Berlin. Elle est présente à l'exposition annuelle de l'école de 1828 à 1860. Elle se fait connaître par ses portraits de célébrités de l'aristocratie, des milieux artistiques, de la diplomatie et des sciences. Elle porte une attention pour les jeunes femmes comme la cantatrice Jenny Lind ou la danseuse Lola Montez. Plusieurs de ses gravures servent de modèles à d'autres artistes.
La sculptrice Elise Hüssener et la peintre Julie Hüssener sont ses sœurs et travaillent aussi à Berlin. Julie épousera le peintre Eduard Ratti, élève de Wilhelm Hensel, qui se servira des gravures de sa belle-sœur.